# Apanthura shikokuensis
Apanthura shikokuensis är en kräftdjursart som beskrevs av Nunomura 1993. Apanthura shikokuensis ingår i släktet Apanthura och familjen Anthuridae. Inga underarter finns listade i Catalogue of Life.